# Савониха
Савониха — колишнє село в Україні, Сумській області, Лебединському районі.
Було підпорядковане Василівській сільській раді. Станом на 1988 рік у селі проживало 20 людей.
Село Савониха знаходилося в однойменному урочищі, за 0,5 км від с. Помірки. По селу протікає пересихаючий струмок, на якому зведена загата.
Зняте з обліку 1988 року.